# Club Handbol Gavà
El Club handbol Gavà es un club de balonmano de la ciudad de Gavà (Barcelona) España. Fundado en el año 1957.
Campió 3ª Provincial 1963
Campió 2ª Provincial 1964
Campió 2ª Provincial Sect Nacional 1964
Sub Campió 2ª Provincial Nacional 1964
Campió 2ª Provincial 1968
Campió Provincial 1970
(Primer Trofeu Joan Piera)
Campió 1 ª Provincial Sect Nacional 1970
Sub Campió 1 ª Provincial Nacional 1970
Sub Campió Uiga Nacional 1971
Sub Campió Uiga Nacional 1972
Campió Sect. Uiga Nacional 1972
Sub Campió Nacional 1972
Divisió d'Honor 1973
Campió grup 18 Nacional 1974
Campió 1ª Nacional 1974
Divisió d'Honor 1975
Divisió d'Honor 1976
Primera Nacional 1977
Primera Nacional 1980
Segona Nacional 1981
Segona Nacional 1984
Fase Ascens 1ª Nacional 1988
Segona Catalana 1989
Primera Catalana 1990
(Restructuració)
Primera Catala.oa 1993
Primera  Estatal (2013-2014) Durante esta campaña, el equipo sénior A masculino logra el ascenso a la 1a Estatal masculina en un sector disputado en Leioa (Vizcaia), en el que se proclama campeón ante los equipos BM Huarte, BM Askartza, y Logroño 2008.

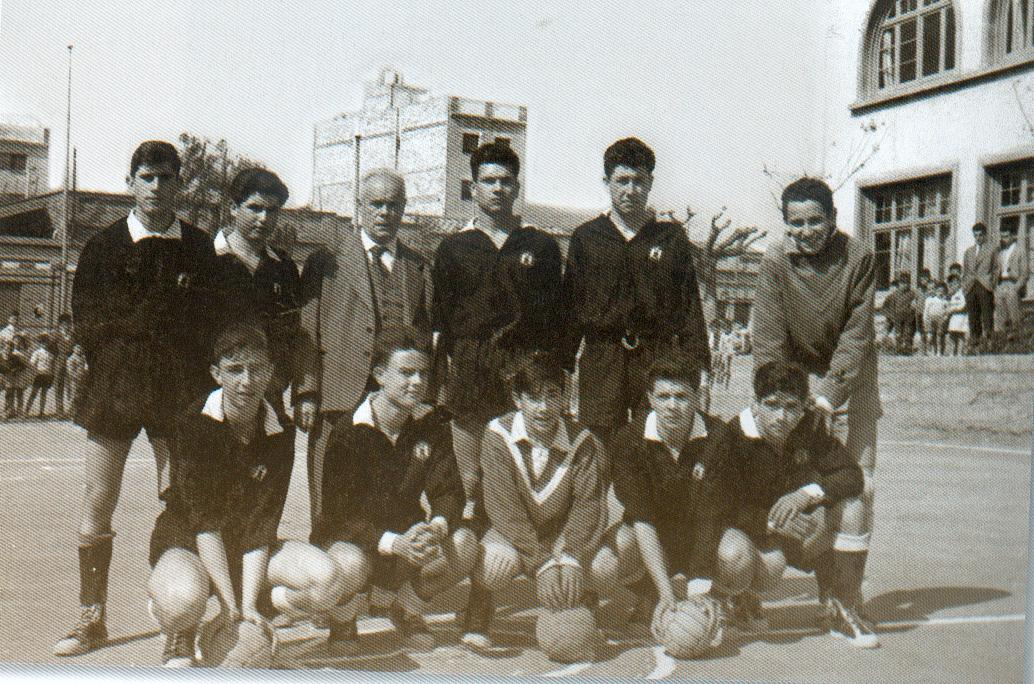

Fuente: Club Handbol Gavà
- Datos: Q5774298

Como hito durante la presentación del club de la temporada el 2017-2018, destacar que recibió una placa el jugador retirado (extremo derecho) Ferran Ivern González, siendo el único retirado en la temporada 2016-2017.
La plantilla del primer equipo del Club Handbol Gavà de la temporada 2017-2018 está formada por:
Cuerpo técnico:
Salvador Izquierdo
Javier Sánchez Basanta
Portería:
Joan Leon
Albert Rueda
Miguel González
Extremo izquierdo:
Alejandro García
Dídac Curiá
Lateral izquierdo:
Alejandro Cahisa
Alejandro Christiano Arévalo
Centrales: 
Gabriel Martorell
Pablo Sierra
Lateral derecho:
Alberto Izquierdo
Rubén Díaz
Ricardo Rodríguez
Extremo derecho:
Alberto Gaitán (Capitán)
Adrià Virino Nieto
Didier Picas
Pivotes:
Carlos Barreiro
Rubén Juárez